# موريس هيبورث
موريس هيبورث (بالإنجليزية: Maurice Hepworth)‏ هو لاعب كرة قدم بريطاني في مركز الدفاع، ولد في 6 سبتمبر 1953 في هكسهام ‏ في المملكة المتحدة. لعب مع دارلينجتون إف سى ونادي سندرلاند.